# Ittenberger Sägmühle
Die Ittenberger Sägmühle ist eine abgegangene Wassermühle östlich von Ittenberg, einem kleinen Ortsteil der Gemeinde Sulzbach an der Murr im baden-württembergischen Rems-Murr-Kreis. Die Mühle wurde in den 1860er Jahren stillgelegt und anschließend abgebrochen.

## Lage
Die Mühle befand sich in dem tief eingeschnittenen Tälchen des Ittenberger Bachs, etwa 100 Meter östlich des Weilers.

## Geschichte
Die Ittenberger Sägmühle hatte wohl ein Vorgängerbauwerk, da etwa 300 Meter unterhalb der Mühle ein bewaldeter Abhang den Flurnamen Alte Sägmühle trägt. Zu der Mühle gehörte ein etwa 50 Meter langer, schmaler Mühlenweiher.
In der Ur-Flurkarte der Württembergischen Landesvermessung von 1831 ist die Mühle eingezeichnet. Im 19. Jahrhundert war die Mühle im Eigentum einer Gemeinschaft, bestehend aus Christian Rieker, Christian Kübler, Gottlieb Heinrich, Gottlieb Kronmüller und Carl Kübler. Im Primärkataster findet sich der Eintrag: 1862/63 ausgefallen und abgebrochen.